# 杉山淳司
杉山 淳司（すぎやま じゅんじ、1959年12月8日 - ）は、日本の農学者・木材構造学者、京都大学教授。

## 来歴・人物
1959年大阪府生まれ。広島市の修道高等学校を経て、1983年京都大学農学部林産工学科卒業。同大学院農学研究科修士課程林産工学専攻を修了（農学修士）し、1987年同大学院農学研究科博士課程中退。東京大学農学部助手、京都大学木質科学研究所助教授等を経て、2006年より京都大学生存圏研究所、2020年より京都大学大学院農学研究科教授。農学博士。木材学会賞やセルロース学会賞を受賞した。2020年、紫綬褒章受章。
専門は木材構造学、セルロース科学。木材の長持ちの理由を細胞壁の構造や樹種特性などの観点から研究をしている。文化財の保護や調査についても造詣が深い。

## 著書
- 「実用 木材・木質材料小事典」（共著、東洋書店、2013）
- 「セルロースのおもしろ科学とびっくり活用/セルロース学会編」（共著、講談社、2012）
- 「木質の構造/日本木材学会編」（共著、文永堂、2011）１